# تشكمة زر
تشكمة زر هي قرية في مقاطعة خوي، إيران. يقدر عدد سكانها بـ 499 نسمة بحسب إحصاء 2016.